# Heuliez
Heuliez was een Franse carrosseriebouwer uit Cerizay die bestond tussen 1920 en 2013.

## Geschiedenis

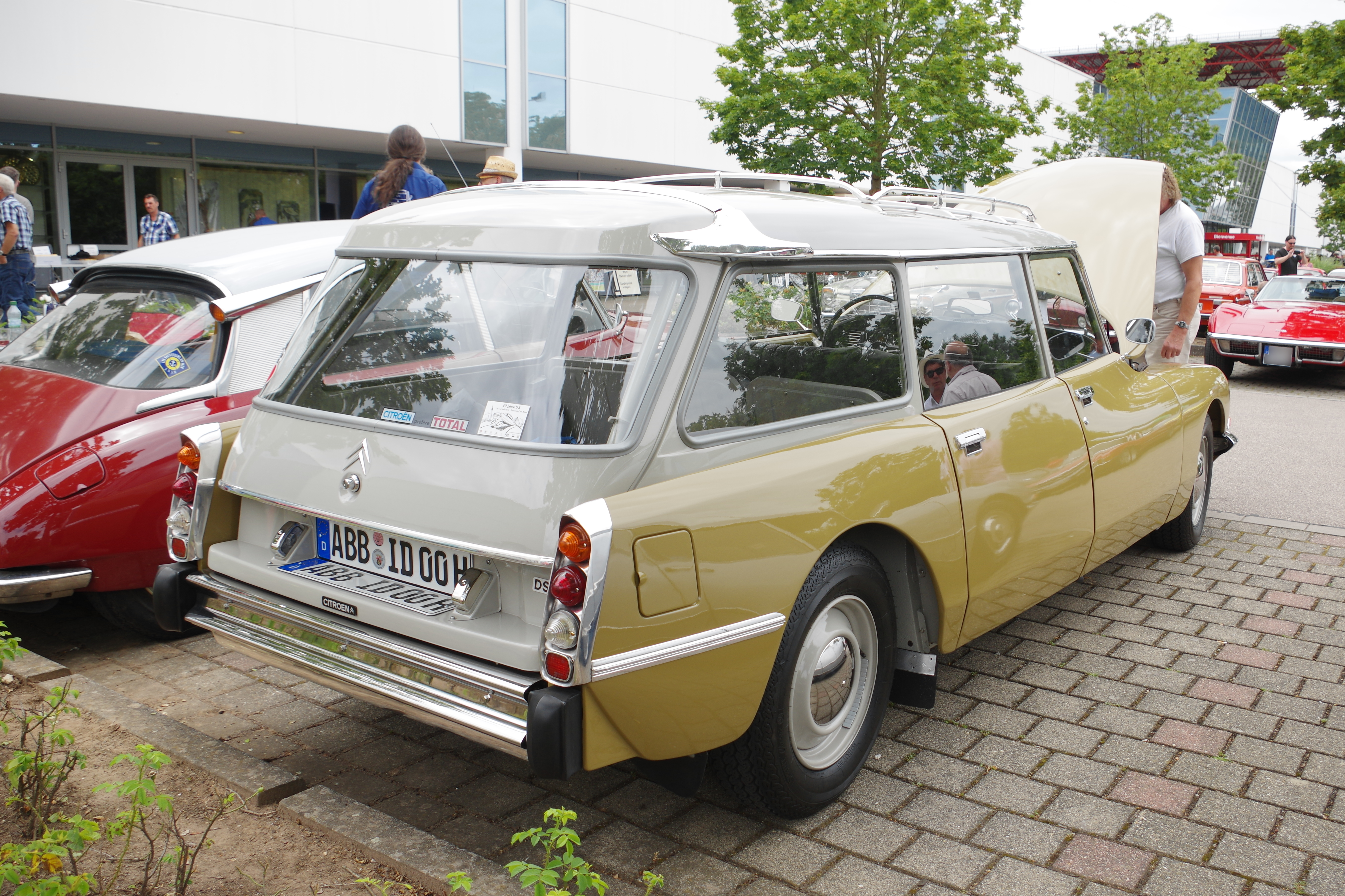
Citroën DS Break 1975 (voorzien van een aantal niet originele details)

Het bedrijf is als rijtuigbouwer in 1920 opgericht door Adolphe Heuliez. In 1925 bouwde hij zijn eerste auto op basis van een Peugeot 177b. In 1932 bouwde hij zijn eerste carrosserie voor een bus.
Heuliez kreeg grote bekendheid als constructiebedrijf door de productie van een stationwagen op basis van de Citroën DS in de jaren 1958 - 1975 (92.671 exemplaren). 

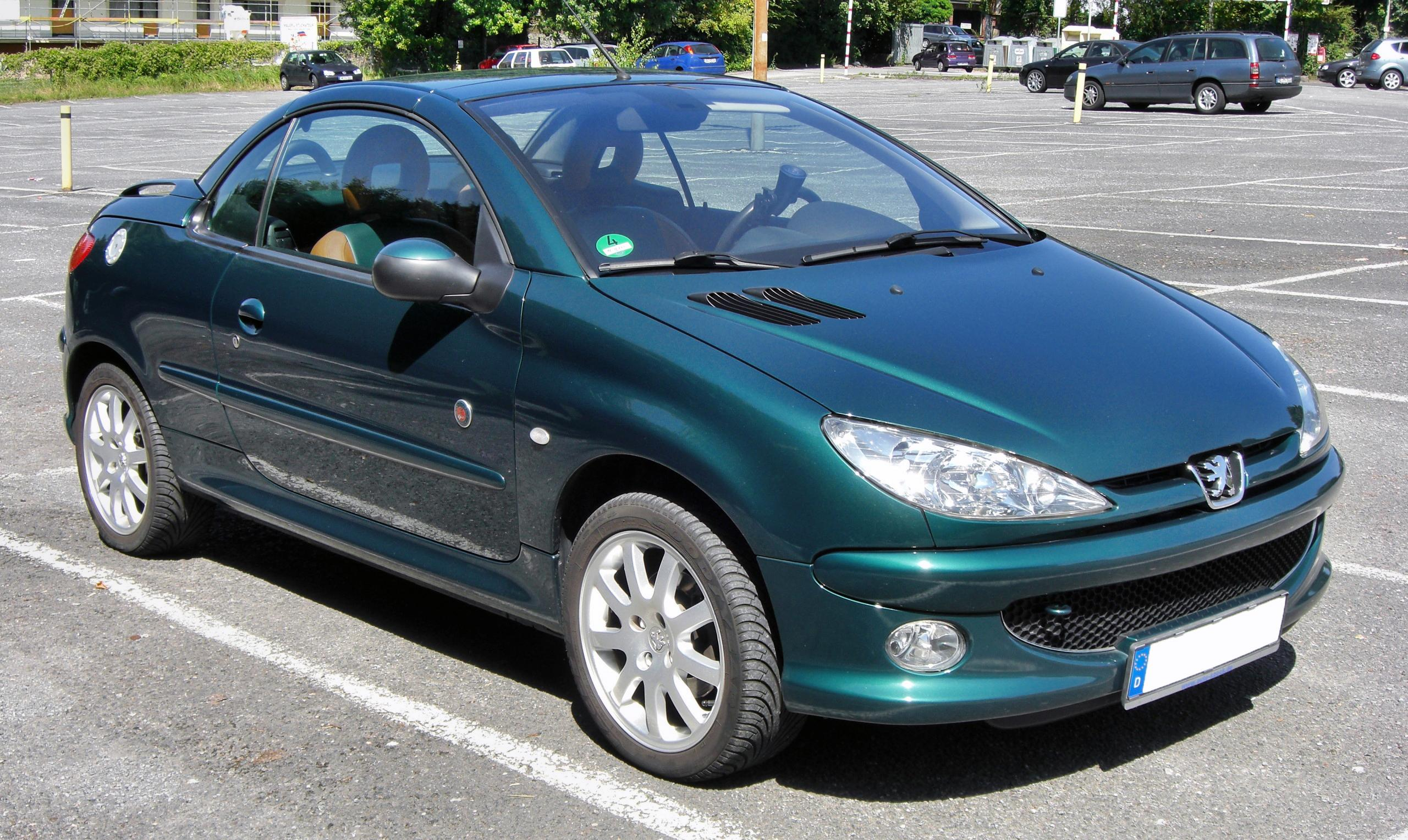
Peugeot 206 CC

Misschien is Heuliez als merknaam wel het bekendst door de productie van autobussen (op basis van vooral Renault-chassis) onder de bedrijfsnaam Heuliez Bus. In 1998 nam Renault de meeste aandelen van dit onderdeel over. In 1999 werd Heuliez Bus ondergebracht bij Irisbus, het gezamenlijke productiebedrijf van Renault en Iveco, de vrachtauto-tak van de FIAT-Groep. In 2002 heeft Iveco alle aandelen van Irisbus overgenomen van Renault en is Heuliez Bus dus uitsluitend nog in handen van Iveco.
In oktober 2007 vroeg Heuliez wegens de sterk teruggelopen productie van personenauto's surseance van betaling aan. In november 2013 werd het faillissement uitgesproken.
Heuliez had vestigingen in Frankrijk, Duitsland, Spanje, Slowakije, de Verenigde Staten, China, Zuid-Korea en Japan.

## Producten

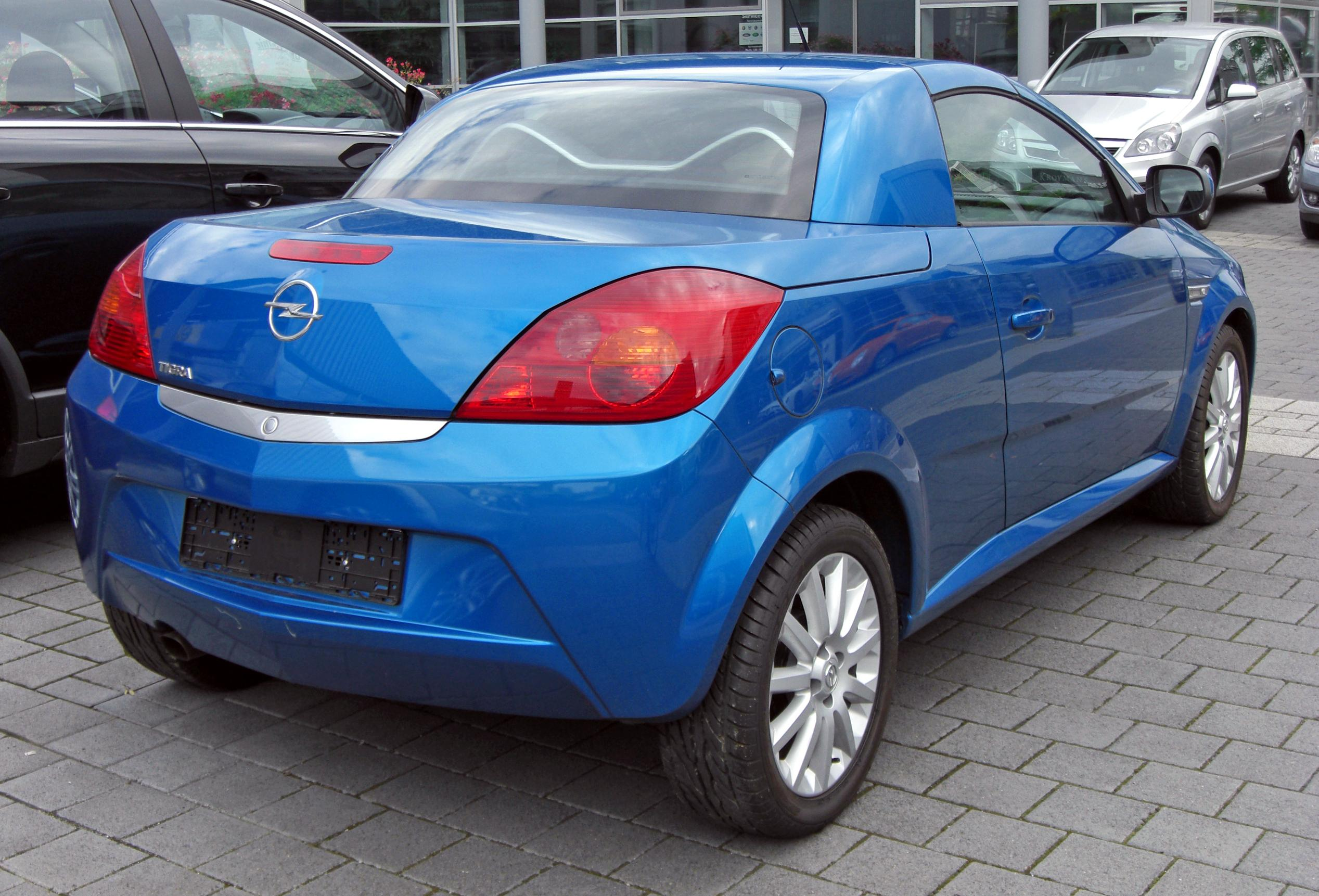
Opel Tigra TwinTop

Het meest geproduceerde model is de Peugeot 206 CC, waarvan 350.000 exemplaren de productielijnen hebben verlaten. 
- Citroën DS 'break' (stationwagon)
- Citroën BX 'break' (stationwagon)
- Citroën XM 'break' (stationwagon)
- Citroën Xantia 'break' (stationwagon)
- Peugeot 206 CC
- Opel Tigra TwinTop

### In kleine serie geproduceerd door Heuliez
- Citroën BX Ambulance
- Citroën CX Ambulance
- Renault 5 Le Car Van (1979)
- Citroën Visa Décapotable (1983-1985)
- Citroën Visa Chrono (1984)
- Citroën Visa Mille Pistes (1984)
- Peugeot 205 Turbo 16 (1984)
- Citroën BX 4TC (1986)
- Citroën M35 met wankelmotor
- Peugeot 604 HLZ (limousine) (1978-1984)
- Renault 25 limousine (1985-1986)

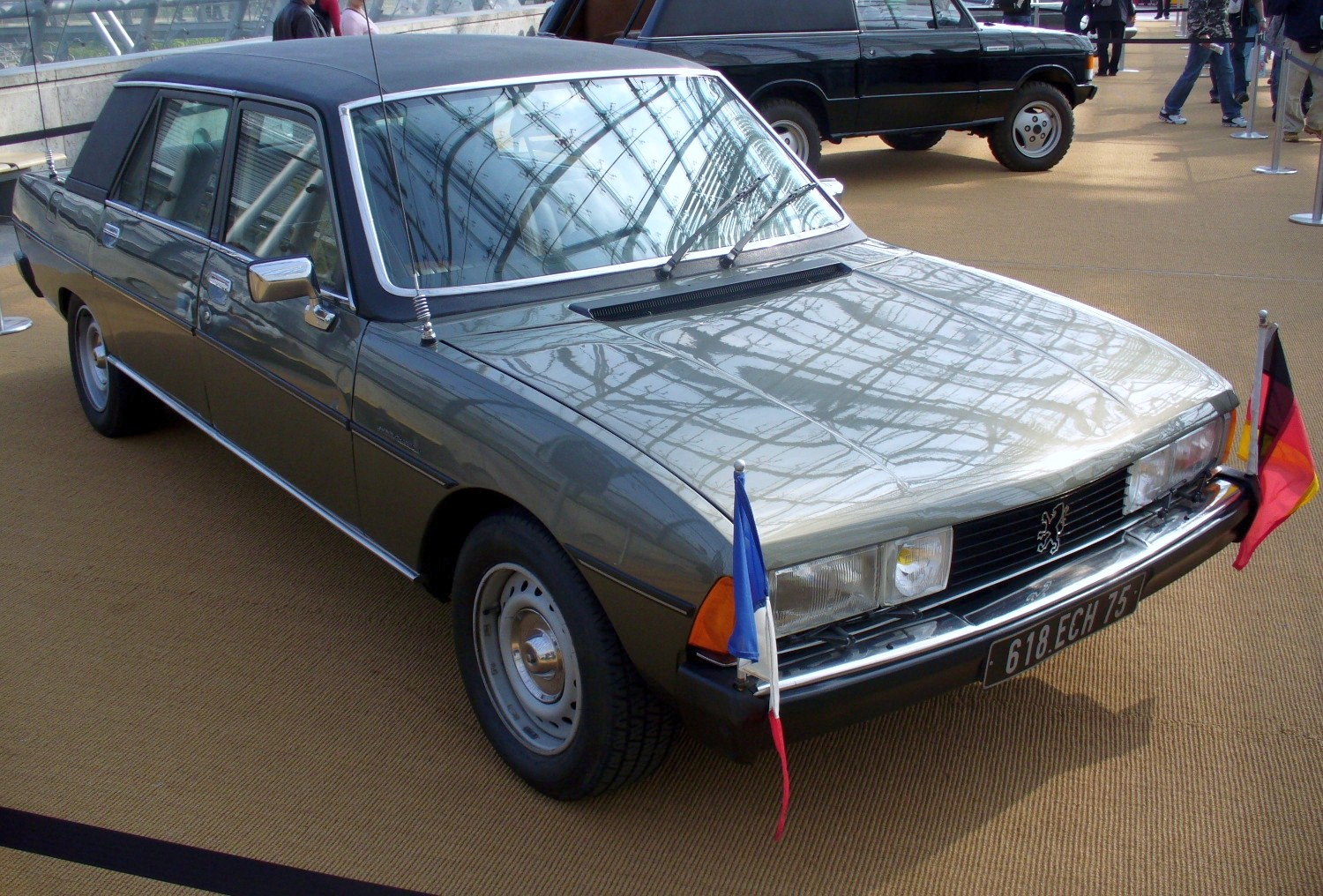
Peugeot 604 limousine
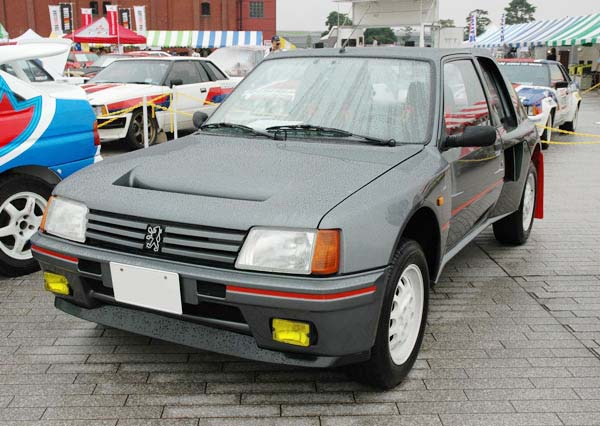
Peugeot 205 Turbo 16
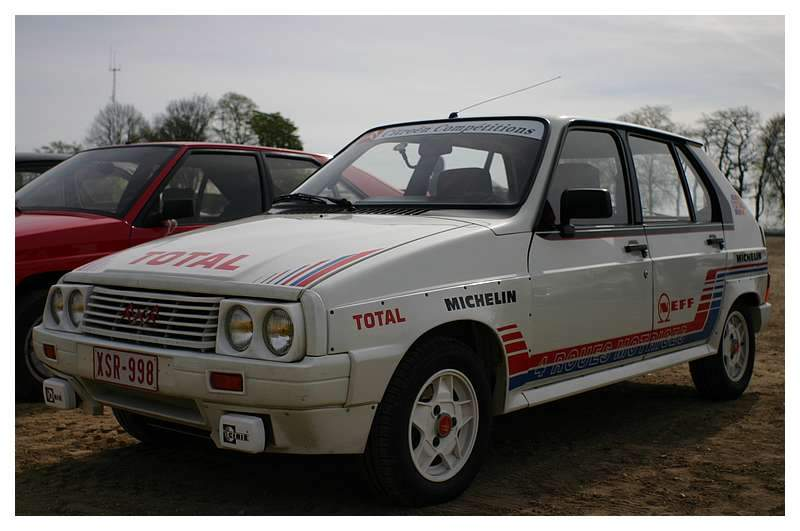
Citroën Visa Mille Pistes
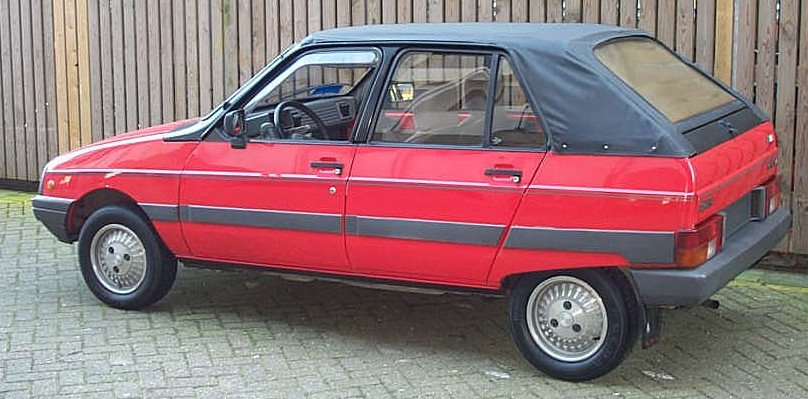
Citroën Visa Décapotable
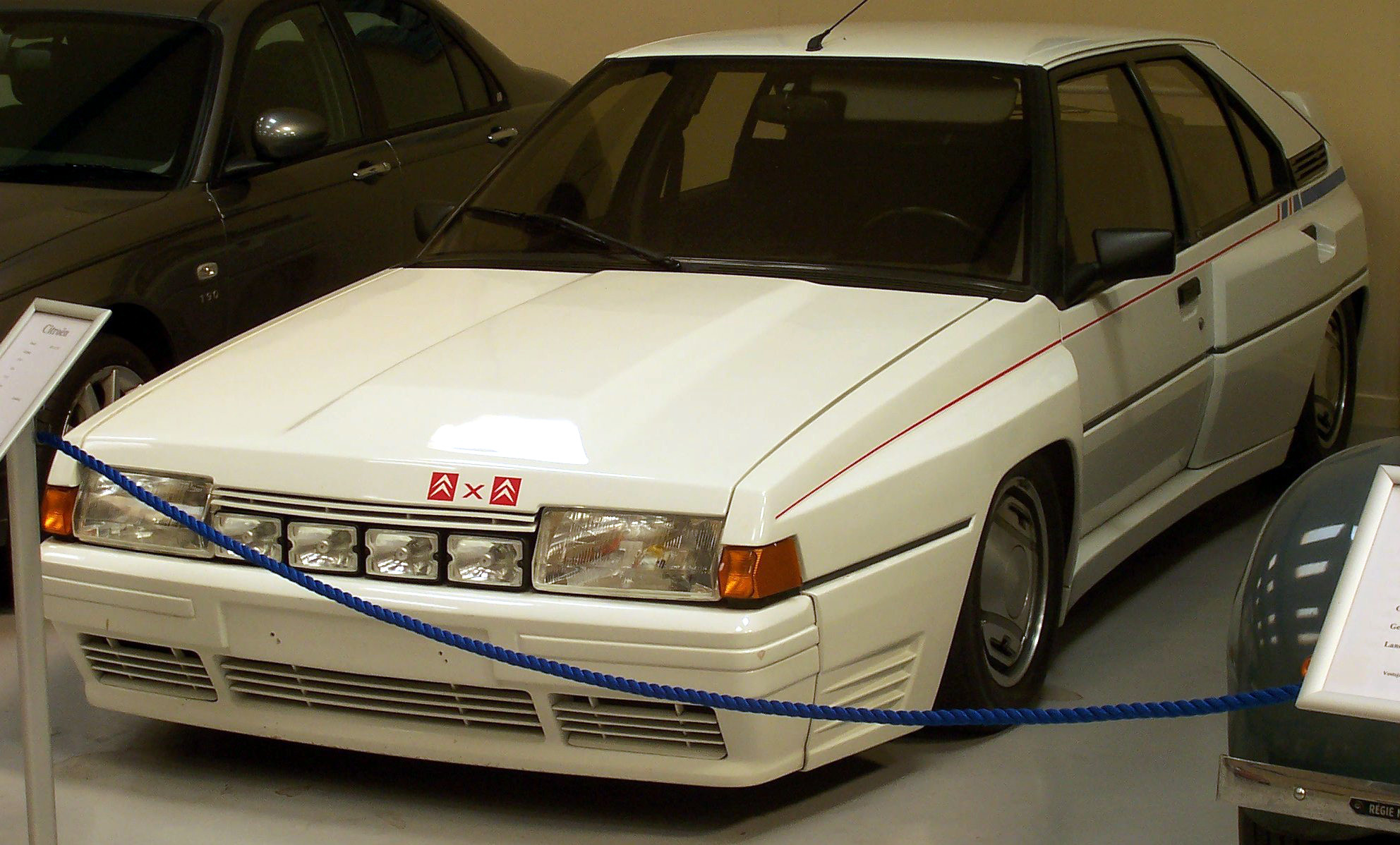
Citroën BX 4TC

### Conceptauto's van Heuliez

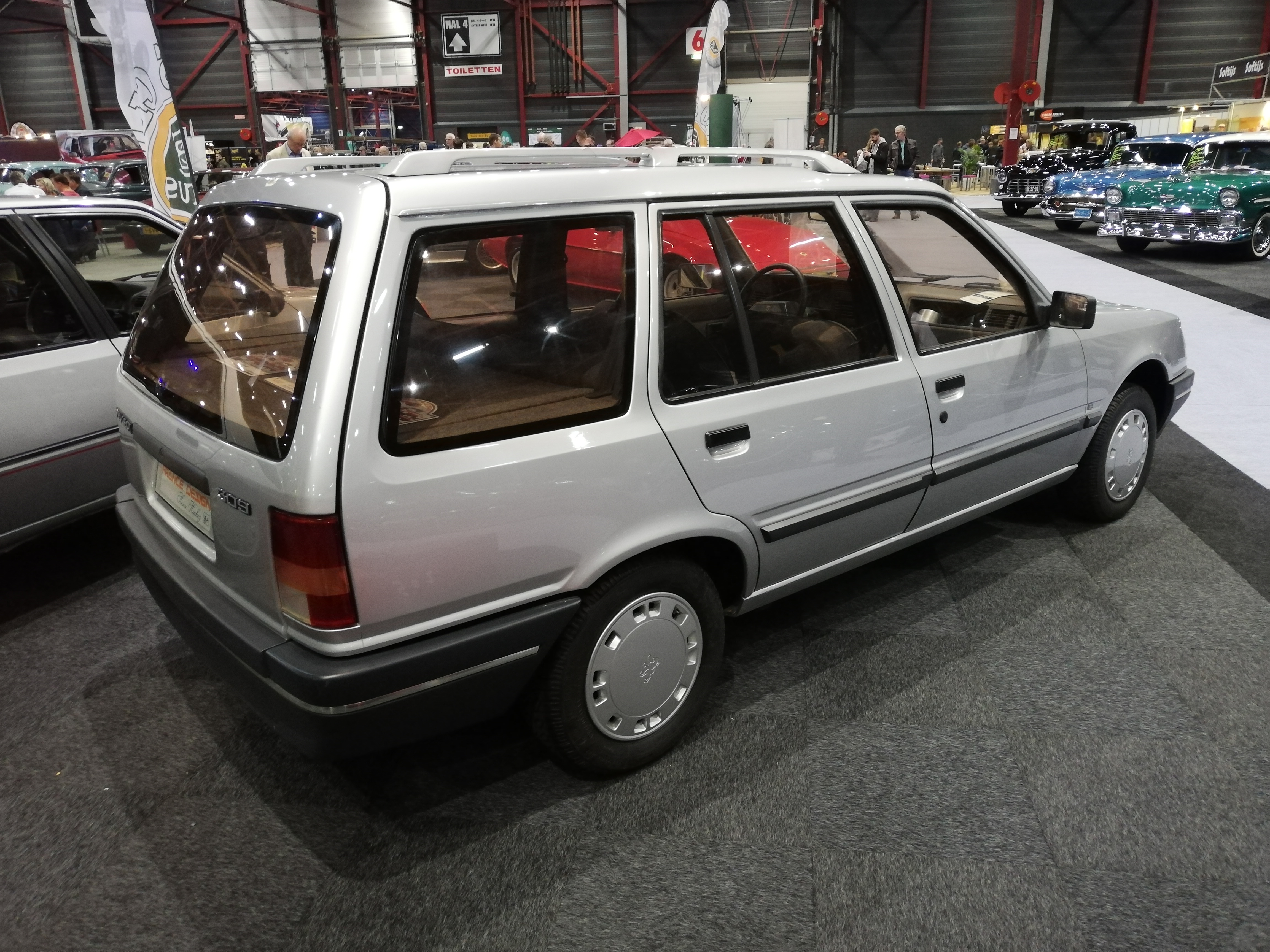
Peugeot 309 Break

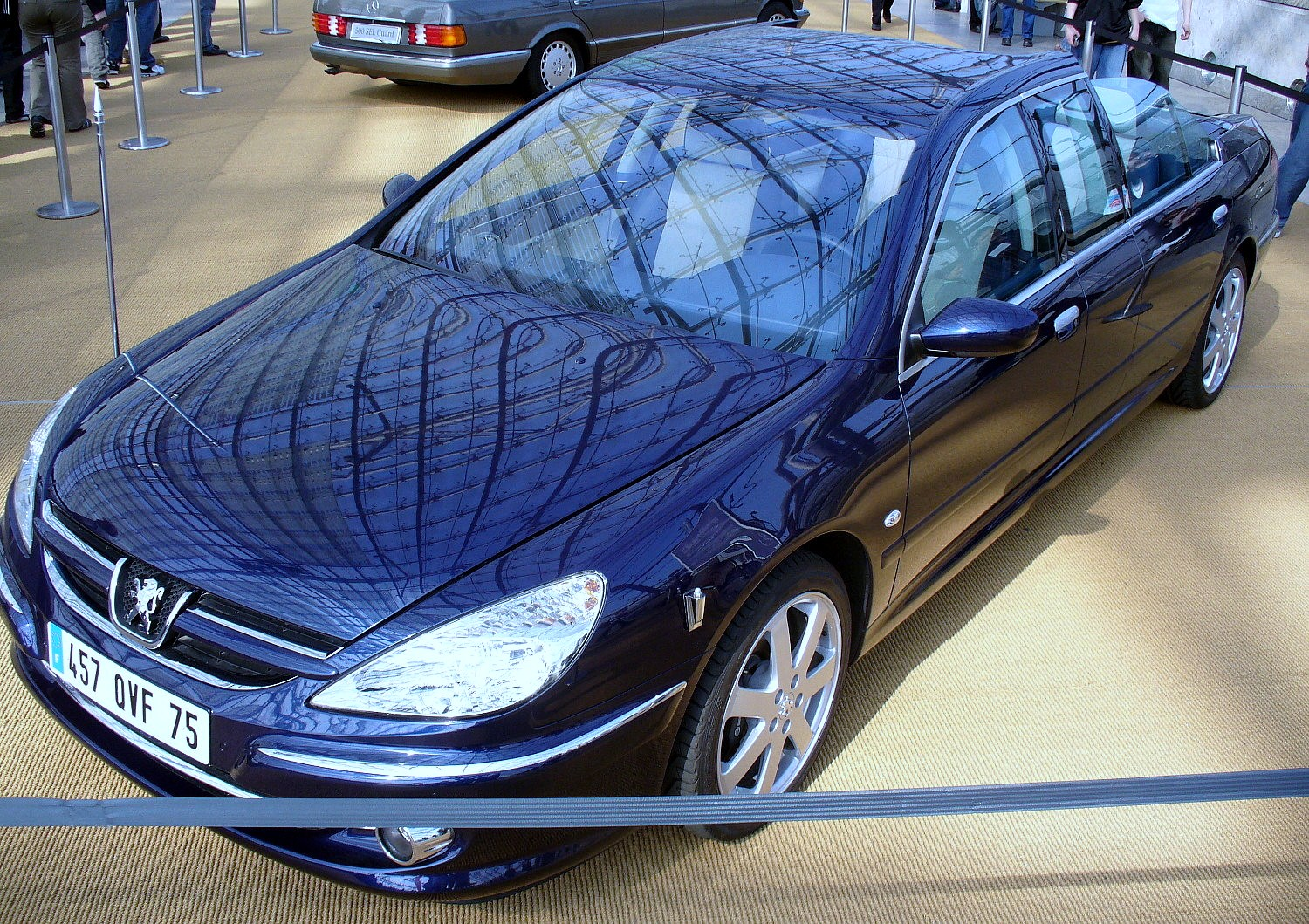
Peugeot 607 Paladine

Heuliez was gespecialiseerd in het ontwerp en de productie van prototypen voor autofabrikanten. Heuliez ontwikkelde concepten en nieuwe technologieën in de carrosseriebouw, vooral op het gebied van te openen daken en zitsystemen.
- Simca 1501 coupé
- Citroën GS cabriolet
- Renault Fuego cabriolet
- Citroën BX Dyana (combi-coupé, 1986)
- Citroën BX coupé
- Citroën AX Evasion (compacte break met 7 zitplaatsen)
- Peugeot 309 break
- Peugeot 405 coupé
- Citroën ZX cabriolet
- Citroën XM Palace (sedan)
- Citroën XM Présidentielle (limousine)
- Lamborghini Pregunta supercar
- Peugeot 407 Macarena (sedan-cabrio)
- Peugeot 607 Paladine (presidentiële landaulet-limousine)